# Wilhelm Mohr (Politiker)
Wilhelm Mohr (* 29. Dezember 1885 in Elmshorn; † 3. Juni 1969) war ein deutscher Politiker der CDU. Er war von 1952 bis 1958 Fraktionsvorsitzender der CDU im Landtag von Schleswig-Holstein.

## Leben und Beruf
Nach dem Abitur absolvierte Mohr, der evangelisch-lutherischen Glaubens war, eine Ausbildung bei verschiedenen Baumschulen in Deutschland, Frankreich und den Niederlanden. Anschließend besuchte er die Höhere Gärtnerlehranstalt (ab 1924 LuFA) in Berlin-Dahlem. 1912 gründete er mit einem Teilhaber einen Baumschulenbetrieb in Elmshorn, dessen Alleininhaber er 1929 wurde. Danker und Lehmann-Himmel charakterisieren ihn, der nicht der NSDAP beitrat, in ihrer Studie über das Verhalten und die Einstellungen der Schleswig-Holsteinischen Landtagsabgeordneten und Regierungsmitglieder der Nachkriegszeit in der NS-Zeit als „angepasst / ambivalent“.
Mohr war verheiratet und hatte zwei Kinder. Am 12. Dezember 1955 wurde er mit dem Großen Verdienstkreuz des Bundesverdienstkreuzes ausgezeichnet.

## Partei
Mohr war Kreisvorsitzender der CDU im Kreis Pinneberg.

## Abgeordneter
Seit 1950 war Mohr Fraktionsvorsitzender der Fraktion Deutscher Wahlblock aus CDU und anderen bürgerlichen Parteien im Kreistag des Kreises Pinneberg.
Von 1947 bis 1958 war Mohr Landtagsabgeordneter in Schleswig-Holstein. Er vertrat den Wahlkreis Pinneberg-Ost im Parlament. Nachdem er bereits seit 1950 stellvertretender Fraktionsvorsitzender gewesen war, wurde er am 13. September 1952 zum Vorsitzenden der CDU-Fraktion im Landtag gewählt. Er behielt dieses Amt bis zu seinem Ausscheiden aus dem Parlament. Von 1954 bis 1958 war er gleichzeitig auch stellvertretender Vorsitzender des Wirtschaftsausschusses des Landtags.
Der Landtag wählte Mohr zum Mitglied der ersten beiden Bundesversammlungen, die 1949 und 1954 jeweils Theodor Heuss zum Bundespräsidenten wählten.